# KkStB 18
Die Dampflokomotivreihe kkStB 18 war eine Schnellzug-Schlepptenderlokomotivreihe der k.k. österreichischen Staatsbahnen (kkStB), die ursprünglich von der Galizischen Carl Ludwig-Bahn (CLB), der Lemberg-Czernowitz-Jassy-Eisenbahn (LCJE) und der Böhmischen Westbahn (BWB) stammte.

## Geschichte

### Die spätere kkStB-Reihe 18 bei der CLB
Die Lokomotiven der Baureihen IIa und IIb der Galizischen Carl-Ludwig-Bahn (CLB) wurden in den Jahren 1859 bis 1862 von der Wiener Neustädter Lokomotivfabrik und in der Lokomotivfabrik Sigl in Wien-Währing gebaut.
Sie erhielten die Betriebsnummern 9–15 (IIa), 16–27 (IIb) und 30–42 (IIa) und die Namen MEDYKA, MOSCISKA, GRÓDEK, SANOK, SAMBOR, BEŁŻ, RABA", BRODY, WISNICZ", DUKLA, SNIATYN, PRUT, BUG, SZKŁO, STRYJ, KĘTY, BIALA", DĘBICA", JASŁO", BABIAGORA", ROHACZ", RADYMNO, SŁOTWINA", ŁANCUT, KRASICZYN, WISŁOK, PRZEWORSK, JAROSŁAW, MAGÓRA, WIAR, OLESKO und BUSK.
Im Jahre 1868 wurden nochmals vier Lokomotiven von Sigl in Wiener Neustadt nachgeliefert, welche die Reihenbezeichnung IIc, die Nummern 5–8 und die Namen GAJE, SOKAL, ŻÓŁKIEW und ZBRUCZ erhielten.
Im Unterschied zu den anderen Loks dieser Bauart hatten sie eine gewellte Feuerbüchse, die sie möglicherweise aber erst im Zuge einer Neubekesselung um 1880 erhalten haben.
Die Bezeichnung a, b oder c bei der Reihenbezeichnung dient der Unterscheidung von Tauschkesselbauarten.
Die Tabelle zeigt die Dimensionen der IIc mit gewellter Feuerbüchse.
Die Namenstafeln an den Lokomotiven wurden ab 1873 entfernt.
Nach der Verstaatlichung der CLB im Jahre 1892 gelangten die Lokomotiven in den Bestand der kkStB, welche sie als 18.21–34 (ex IIa und IIb) und als 18.41–44 (ex IIc) bezeichneten.

### Die spätere kkStB-Reihe 18 bei der LCJE
Auch die Lemberg-Czernowitz-Jassy-Eisenbahn (LCJE) bestellte bei der Lokomotivfabrik der StEG und bei der Lokomotivfabrik Sigl in Wien-Währing je fünf Lokomotiven der späteren kkStB Baureihe 18.
Die Lokomotiven wurden den Kategorien IIIa sowie IIIb zugeordnet und 1866 gebaut.
Die StEG-Loks erhielten die Nummern 18–22 (IIIa) und die Namen PIORUN, GROM, STRZAŁA, WIATR und POSPIECH.
Die Sigl-Loks bekamen die Nummern 23–27 (IIIa) und die Namen ISKRA, SWIT, CWAŁ, DZIEŃ und ZMROK.
1870 folgten weitere drei Maschinen dieser Reihe, diesmal von Neilson & Co. in Glasgow geliefert.
Sie bekamen die Nummern 46–48 (IIIb) und die Namen ZORZA, CONIEC und RUCH.
Die LCJE bekesselte die Maschinen um 1880 neu, wobei unter anderem der Dampfdruck auf 8 atm erhöht und die Rostfläche auf 1,48 m² vergrößert wurde.
Die Anzahl der Heizrohre war nun 169, die Heizfläche der Feuerbüchse 7,3 m², die Rohrheizfläche 111,0 m², wodurch die Gesamtheizfläche auf 118,2 m² anstieg.
Durch den neuen Kessel erhöhte sich das Leergewicht einer Maschine auf 33,2 t, das Dienstgewicht auf 37,6 t, das Adhäsionsgewicht auf 25,4 t.
Sollten die Angaben stimmen, erfolgte auch der Einbau von Zylindern mit 395 mm Durchmesser, was einer Verkleinerung des Zylindervolumens entsprochen hätte.
Nach der Verstaatlichung der Bahngesellschaft im Jahre 1889 gelangten die Lokomotiven in den Bestand der kkStB, die sie als 18.01–13 bezeichnete.
1890 erfolgte in den Werkstätten der kkStB ein Umbau der Lokomotiven.
Einige Maschinen erhielten dabei einen Tauschkessel der Kesselreihe 13, erkennbar am Dampfdom, welcher unmittelbar nach der Rauchkammer angeordnet ist, und neue Zylinder mit einem Durchmesser von 400 mm.
Weiters wurde der Sandkasten, der ursprünglich am Umlauf befestigt war, am Kessel hinter dem Dom angebracht.
Im Zuge der Umbauarbeiten wurde das Führerhaus erweitert sowie eine Vakuumbremse für den Wagenzug eingebaut.
Die letzten Lokomotiven dieser Baureihe blieben bis 1908 im Betriebstand der kkStB.

### Die spätere kkStB-Reihe 18 bei der BWB
Dem damaligen Zeitgeist entsprechend, beschaffte auch die Böhmische Westbahn (BWB) in den Jahren 1861 bis 1864 insgesamt 13 Stück Schnellzuglokomotiven der Achsfolge 1B.
Zwei wurden 1864 an die Altona-Kieler Eisenbahn-Gesellschaft verkauft, von denen eine die Nr. 531 ALTONA bei der Preußischen Staatsbahn wurde.
Die anderen elf Maschinen wurden als Reihe I bezeichnet, erhielten die Betriebsnummern 1–3, 9–15 sowie 26 und die Namen PRAG, PILSEN, FURTH, CHRAST, ROCITZAN, ZBIROW, HOŘOWITZ, BERAUN, KARLSTEIN, ZDITZ und RADBUTZA".
Die Lokomotiven 1–3 wurden von der Lokomotivfabrik Sigl in Wien-Währing im Jahre 1861 geliefert (FabNr.: 24–26/61).
Auch die Lokomotiven 13–15 stammten aus Wien-Währing (FabNr.: 49, 29 und 30/62), während die Lokomotive 26 im Jahre 1864 als Ersatz für die nach Deutschland abgegebenen Maschinen bereits am Standort Wiener Neustadt gebaut wurde (FabNr.: 417/64). Die restlichen vier Maschinen wurden 1862 bei Maffei in München (FabNr.: 434–437/62) gebaut.
Um 1882–1885 bekesselte die BWB die Maschinen neu.
Die Tabelle gibt die Daten dieser neueren Kessel an.
Die späteren 18.55–61 hatten einen geringfügig kürzeren Radstand (vgl. Tabelle).
Nach der Verstaatlichung der Bahngesellschaft im Jahre 1894 gelangten die Lokomotiven in den Bestand der kkStB und erhielten die Nummern 18.51–61 zugeteilt.